# Kaulitz
Kaulitz este o comună din landul Saxonia-Anhalt, Germania.